# 23403 Boudewijnbüch
23403 Boudewijnbüch è un asteroide della fascia principale. Scoperto nel 1971, presenta un'orbita caratterizzata da un semiasse maggiore pari a 2,4048007 au e da un'eccentricità di 0,2371776, inclinata di 26,14103° rispetto all'eclittica.
L'asteroide era stato inizialmente battezzato 23403 Boudewijnbuch per poi essere corretto nella denominazione attuale.
L'asteroide è dedicato allo scrittore olandese Boudewijn Maria Ignatius Büch.